# Antônio Benedito da Silva
Antônio Benedito da Silva, även känd som Toninho, född 23 mars 1965, är en brasiliansk tidigare fotbollsspelare.
Antônio Benedito da Silva spelade en landskamp för det brasilianska landslaget.